# Rudolf Schündler
Rudolf Ernst Paul Schündler (Lipsia, 17 aprile 1906 – Monaco di Baviera, 12 dicembre 1988) è stato un attore e regista tedesco.

## Biografia
Come attore, partecipò a oltre 200 differenti produzioni, a partire dalla metà degli anni venti, mentre come regista, diresse una ventina di film,  tra gli anni cinquanta e gli anni sessanta.
Fu, tra l'altro, protagonista di numerosi film commedia degli anni sessanta-settanta e fu il regista e conduttore della serie televisiva e programma televisivo Dem Täter auf der Spur (1967-1973). Fu inoltre il fondatore del cabaret Die Schaubude a Monaco.
Marito dell'attrice Christine Laszar, Schündler muore nel 1988, all'età di 82 anni, per un infarto.

## Filmografia parziale

### Attore

#### Cinema
- Roulette, regia di Stanner E.V. Taylor (1924)
- Nur am Rhein ..., regia di Max Mack (1930)
- Annemarie, die Braut der Kompanie, regia di Carl Boese (1932)
- Il testamento del dottor Mabuse (Das Testament des Dr. Mabuse), regia di Fritz Lang (1933)
- Hundert Tage, regia di Franz Wenzler (1935)
- Dreimal Ehe, regia di Douglas Sirk - cortometraggio (1935)
- Giovanna d'Arco (Das Mädchen Johanna), regia di Gustav Ucicky (1935)
- L'anello tragico (Savoy-Hotel 217), regia di Gustav Ucicky (1936)
- Mosca Shanghai (Der Weg nach Shanghai), regia di Paul Wegener (1936)
- La sposa scomparsa (Intermezzo), regia di Josef von Báky (1936)
- Romanze, regia di Herbert Selpin (1936)
- Ritt in die Freiheit, regia di Karl Hartl (1937)
- Heiratsinstitut Ida & Co, regia di Victor Janson (1937)
- Das Schweigen im Walde, regia di Hans Deppe (1937)
- Gewitterflug zu Claudia, regia di Erich Waschneck (1937)
- Ordine sigillato (Mit versiegelter Order), regia di Karl Anton (1938)
- Brillano le stelle (Es leuchten die Sterne), regia di Hans H. Zerlett (1938)
- Die Frau am Scheidewege, regia di Josef von Báky (1938)
- La sconfitta dell'oro (Am seidenen Faden), regia di Robert Adolf Stemmle (1938)
- Scheidungsreise, regia di Hans Deppe (1938)
- Mariti a congresso (Napoleon ist an allem schuld), regia di Curt Goetz (1938)
- Amore all'americana (1938)
- Il mistero dei due volti (1939)
- Turbine di passione (1939)
- La donna del mistero (Die Frau ohne Vergangenheit), regia di Nunzio Malasomma (1939)
- Kitty la manicure (1939)
- Allarme al nr. 3 (1939)
- Papà cerca moglie (Hurra, ich bin Papa!), regia di Kurt Hoffmann (1939)
- Sotto la maschera (Verdacht auf Ursula), regia di Karl Heinz Martin (1939)
- Lillà bianco (1940)
- Cuore senza casa (1940)
- Kleider machen Leute, regia di Helmut Käutner (1940)
- La pista del delitto (1941)
- Due amori (1941)
- Il vincitore (1941)
- Soltanto tu! (1941)
- Sei giorni di licenza (1941)
- Ein Walzer mit dir, regia di Hubert Marischka (1943)
- L'amazzone contesa (1943)
- Die Hochstaplerin, regia di Karl Anton (1944)
- Der Herr vom andern Stern (1948)
- Eine Nacht im Separee (1950)
- Liebe auf Eis (1950)
- Die Dame in Schwarz, regia di Erich Engels (1951)
- In München steht ein Hofbräuhaus (1951)
- Senza veli, regia di Carmine Gallone e Arthur Maria Rabenalt (1952)
- Il tenente dello zar (1953)
- Il mio paradiso (1955)
- IA in Oberbayern, regia di Hans Albin (1956)
- Grido di vendetta (1964)
- Liebesgrüße aus Tirol (1964)
- Die fromme Helene (1965)
- Exploit bella sexy e... ladra (1966)
- Il fantasma di Londra (Der Mönch mit der Peitsche), regia di Alfred Vohrer (1967)
- Venere va alla guerra (1967)
- Il rischio di vivere il rischio di morire (1967)
- Il momento di uccidere, regia di Giuliano Carnimeo (1968)
- Siamo tutti matti? (1968)
- L'uomo dall'occhio di vetro (1969)
- Le piacevoli notti di Justine (1970)
- Aiuto! mi ama una vergine (Hilfe, mich liebt eine Jungfrau), regia di Arthur Maria Rabenalt (1970)
- Reportage di giovani modelle in un atelier svedese (1970)
- Quante belle figlie di... (1970)
- Unser Willi ist der Beste (1971)
- La dama rossa uccide sette volte, regia di Emilio P. Miraglia (1972)
- L'esorcista (The Exorcist), regia di William Friedkin (1973)
- I turbamenti sessuali di Maddalena (1974)
- Nel corso del tempo (Im Lauf der Zeit), regia di Wim Wenders (1976)
- Suspiria (1977)
- L'amico americano (1977)
- Der Unsichtbare (1987)
- La ragazza terribile (1988)

#### Televisione
- Man soll den Onkel nicht vergiften - film TV (1965)
- Ein Mädchen von heute - film TV (1966)
- Hulla di Bulla - film TV (1967)
- Zimmer 13 - serie TV, 1 episodio (1968)
- Stahlnetz - serie TV, 1 episodio (1968)
- Das Kriminalmuseum - serie TV, 1 episodio (1968)
- Babeck - miniserie TV (1968)
- Der Kommissar - serie TV, 1 episodio (1969)
- Der rasende Lokalreporter - serie TV, 1 episodio (1969)
- Es lebe der Tod - film TV (1969)
- Pater Brown - serie TV, 1 episodio (1970)
- Hei-Wi-Tip-Top - serie TV, 1 episodio (1971)
- Der Mann aus London - film TV (1971)
- Das Jahrhundert der Chirurgen - serie TV, 1 episodio (1972)
- Finito l'amor - film TV (1972)
- Tatort - serie TV, 3 episodi (1972-1982)
- Emil i Lönneberga - serie TV, 1 episodio (1973)
- Im Auftrag von Madame - serie TV, 1 episodio (1975)
- Der Stechlin - miniserie TV (1975)
- Hoftheater - serie TV, 1 episodio (1975)
- Eurogang - serie TV, 1 episodio (1975)
- Ein Fall für Stein - serie TV, 1 episodio (1976)
- Zum kleinen Fisch - serie TV, 1 episodio (1977)
- Polizeiinspektion 1 – serie TV, 1 episodio (1977)
- Ein Mann will nach oben – serie TV, 2 episodi (1978)
- Unternehmen Rentnerkommune – serie TV, 12 episodi (1978-1979)
- Die Kinder – film TV (1979)
- L'ispettore Derrick – serie TV, episodi 02x05, 04x04, 05x03, 06x07 (1975-1979)
- Das verbotene Spiel – serie TV, 3 episodi (1979)
- Kalte Heimat, regia di Werner Schaefer e Peter F. Steinbach – film TV (1979)
- St. Pauli-Landungsbrücken - serie TV, 1 episodio (1980)
- Sternensommer - serie TV, 6 episodi (1981)
- Sonne, Wein und harte Nüsse - serie TV, 1 episodio (1981)
- Il commissario Köster (Der Alte) - serie TV, 5 episodi (1979-1982)
- Capriccio infernale - film TV (1982)

### Regista
- Der Geigenmacher von Mittenwald (1950)
- Wenn am Sonntagabend die Dorfmusik spielt (1953)
- Der treue Husar (1954)
- Viktoria und ihr Husar (1954)
- Das fröhliche Dorf (1955)
- Die Rosel vom Schwarzwald (1956)
- Die schöne Meisterin (1956)
- Die Unschuld vom Lande (1957)
- Gruß und Kuß vom Tegernsee (1957)
- Mikosch, der Stolz der Kompanie (1958)
- Mein Mädchen ist ein Postillion (1958)
- Zauber der Montur (1958)
- Gräfin Mariza (1958)
- I grandi amori del secolo - documentario (1959)
- Mein Schatz komm mit ans blaue Meer (1959)
- Der wahre Jakob (1960)
- Der Geburtstag unserer Ehe - film TV (1960)
- Willy, der Privatdetektiv (1960)
- Immer Ärger mit dem Bett (1961)
- Café Oriental (1962)
- Wilde Wasser (1962)
- Dem Täter auf der Spur - serie TV (1967-1973)

## Programmi televisivi
- Dem Täter auf der Spur - conduttore (1967-1972)